# 張璣
張璣（1422年—？），字宗璿，山東濟南府齊東縣人，民籍，明朝政治人物。進士出身。

## 生平
山東鄉試第十五名。景泰二年（1451年）辛未科會試第九十九名，殿試登進士第二甲第五十五名。景泰三年（1452年），授監察御史。

## 家族
曾祖張士誠。祖父張友諒。父張禎，曾任戶部主事。